# أوراكال
بلدية أوراكال (بالإسبانية: Urrácal)‏, هي بلدية تقع في مقاطعة المرية. جنوب شرق إسبانيا. يبلغ عدد سكانها 353 نسمة.

## وصلات خارجية
- (بالإسبانية)